# Били Бојд
Били Бојд (енгл. Billy Boyd) је шкотски глумац, рођен 28. августа 1968. године у Глазгову (Шкотска).

## Филмографија
| Улоге Били Бојд |                                     |               |                      |          |
| Година          | Српски назив                        | Изворни назив | Улога                | Напомена |
| 2001.           | Господар прстенова: Дружина прстена |               | Перегрин „Пипин” Тук |          |
| 2002.           | Господар прстенова: Две куле        |               | Перегрин „Пипин” Тук |          |
| 2003.           | Господар прстенова: Повратак краља  |               | Перегрин „Пипин” Тук |          |
| 2004.           | Дечије игре 5: Чакијево семе        |               | Глен / Гленда        |          |
| 2024.           | Господар прстенова: Рат Рохирима    |               | Шенк (глас)          | камео    |